# E3 2021
E3 2021 là kì E3 lần thứ 26 (và cũng là kì E3 cuối cùng), nơi các nhà sản xuất thiết bị, nhà phát triển phần mềm và nhà xuất bản trong ngành công nghiệp game giới thiệu các sản phẩm mới và sắp ra mắt. Sự kiện này được tổ chức bởi Hiệp hội phần mềm giải trí (ESA), và diễn ra dưới dạng sự kiện trực tuyến miễn phí cho tất cả mọi người từ ngày 12 đến ngày 15 tháng 6 năm 2021.   
Các hoạt động trực tuyến bao gồm các bài giới thiệu chính từ các nhà xuất bản lớn được phát trực tiếp từ sân khấu tại Los Angeles, một buổi trình diễn giải thưởng và một đêm xem trước. Nó cũng tổ chức các cuộc họp trực tuyến riêng tư cho các công ty với phương tiện truyền thông và doanh nghiệp. Do tính chất trực tuyến, sự kiện này đã được đổi tên trong năm thành Trải nghiệm Giải trí Điện tử thay vì Triển lãm Giải trí Điện tử thông thường.  Các hoạt động trực tuyến được dẫn dắt bởi Greg Miller, Jacki Jing và Alex "Goldenboy" Mendez. 
E3 2021 được tổ chức sau khi hủy bỏ sự kiện E3 2020 do đại dịch COVID-19 và sau khi ESA không thể tổ chức một sự kiện thay thế kịp thời. Ban đầu, ESA có kế hoạch tổ chức một sự kiện trực tiếp vào năm 2021 trong khoảng thời gian hàng năm, được công bố thông qua các thông báo đối tác vào tháng 4 năm 2020. Tuy nhiên, họ đã phải thay đổi kế hoạch do những lo ngại liên quan đến COVID-19 vẫn tiếp tục.    E3 2021 miễn phí cho tất cả mọi người tham gia. Mặc dù sự kiện năm 2021 hoàn toàn trực tuyến, ESA dự định quay trở lại sự kiện trực tiếp vào năm 2022.  Tuy nhiên, kế hoạch đó đã bị hủy bỏ và sự kiện trực tiếp đã bị hủy vào tháng 1 năm 2022.  E3 2022 đã bị hủy hoàn toàn, bao gồm cả sự kiện trực tuyến vào ngày 31 tháng 3 năm 2022.  Vào tháng 7 năm 2022, đã có xác nhận rằng E3 2023 sẽ đánh dấu sự trở lại của sự kiện trực tiếp.  Tuy nhiên, do thiếu quan tâm và sự tham gia từ các nhà xuất bản lớn, sự kiện đã bị hủy bỏ. 
Các công ty tham gia sự kiện bao gồm Nintendo, Microsoft, Capcom, Ubisoft, Take-Two Interactive, Warner Bros. Interactive Entertainment, Koch Media, Square Enix, Sega, Gearbox Software, Bandai Namco Entertainment, Turtle Beach, Verizon và Xseed Games .    Ban đầu, Konami đã dự định tham gia nhưng sau đó thông báo rằng họ sẽ không sẵn sàng tham gia E3 vì đang làm việc trên nhiều dự án mà họ sẽ tiết lộ sau này. 

## Sự kiện trực tuyến
ESA đã cung cấp một ứng dụng di động và cổng thông tin trực tuyến cho công chúng tham dự sự kiện trực tuyến. Các phương tiện truyền thông và báo chí đã được truy cập sớm vào ứng dụng và cổng thông tin từ ngày 7 tháng 6, trong một tuần truy cập phương tiện truyền thông trước sự kiện, sau đó công chúng đã được truy cập vào ngày 12 tháng 6. Ứng dụng và cổng thông tin cho phép truy cập các màn trình diễn trò chơi, các buổi hội thảo của nhà phát triển và các cuộc họp báo, và một số nội dung cũng có sẵn trên các dịch vụ phát trực tiếp.  Các thành viên báo chí có thể đăng ký để truy cập từ ngày 24 tháng 5, trong khi các chuyên gia trong ngành, nhà sáng tạo và những người có ảnh hưởng trong lĩnh vực có thể đăng ký từ ngày 31 tháng 5.  Đăng ký công chúng chung mở vào ngày 3 tháng 6.

## Các cuộc họp báo

### Ubisoft
Ubisoft đã phát trực tiếp sự kiện video Ubisoft Forward E3 của mình vào ngày 12 tháng 6 năm 2021, lúc 12 giờ trưa (giờ Thái Bình Dương). Các trò chơi được đề cập trong sự kiện bao gồm Tom Clancy's Rainbow Six Extraction, Rocksmith+, Riders Republic, Tom Clancy's Rainbow Six: Siege, Assassin's Creed: Valhalla, Just Dance 2022, Far Cry 6, Mario + Rabbids Sparks of Hope và Avatar: Frontiers of Pandora . 

### Gearbox Software
Gearbox Software đã tổ chức sự kiện E3 nổi bật vào ngày 12 tháng 6 năm 2021, lúc 2 giờ chiều (giờ Thái Bình Dương).  Họ cung cấp thông tin thêm về Tiny Tina's Wonderlands, Godfall, Homeworld 3, Tribes of Midgard và và cho một cái nhìn về bộ phim Borderlands . 

### Microsoft/Bethesda
Microsoft và Bethesda Softworks đã tổ chức một cuộc họp báo chung vào ngày 13 tháng 6 năm 2021, vào lúc 10 giờ sáng (giờ Thái Bình Dương).  Các trò chơi được giới thiệu bao gồm Starfield, STALKER 2, Back 4 Blood, Contraband, Sea of Thieves, Battlefield 2042, 12 Minutes, Psychonauts 2, Fallout 76, The Elder Scrolls Online, Party Animals, Hades, Somerville, Halo Infinite, Diablo II Resurrected, A Plague's Tale: Requiem, Far Cry 6, Slime Rancher 2, Atomic Heart, Replaced, Grounded, Among Us, Eiyuden Chronicle: Hundred Heroes, The Ascent, The Outer Worlds 2, Microsoft Flight Simulator, Forza Horizon 5 và Redfall . 

### Square Enix
Square Enix đã tổ chức một sự kiện báo chí vào ngày 13 tháng 6 năm 2021, vào lúc 12 giờ 15 phút chiều giờ Thái Bình Dương.  Các trò chơi được công bố bao gồm Marvel's Guardians of the Galaxy, các bản remaster của Final Fantasy I đến Final Fantasy VI, Legend of Mana, Marvel's Avengers, Babylon's Fall, Life Is Strange Remastered Collection, Life Is Strange: True Colors và Stranger of Paradise: Final Fantasy Origin . 

### PC Gaming Show
PC Gamer đã tổ chức sự kiện PC Gaming Show vào ngày 13 tháng 6 năm 2021 lúc 2:30 chiều theo giờ Thái Bình Dương.  Trong số các trò chơi được giới thiệu bao gồm: 
- Arboria
- Chernobylite
- Citizen Sleeper
- Dodgeball Academia
- Dying Light 2: Stay Human
- Far: Changing Tides
- Gigabash
- Gloomwood
- Icarus
- Ixion
- Lakeburg Legacies
- Lemnis Gate
- Mechajammer
- Naraka: Bladepoint
- Next Space Rebels
- Orcs Must Die 3
- Project Warlock 2
- Rawmen
- Sacrifire
- Silt
- Songs of Conquest
- Soulstice
- They Always Run
- Tinykin
- Vampire: The Masquerade - Swansong
- WarTales

### Capcom
Buổi trình diễn E3 của Capcom diễn ra vào ngày 14 tháng 6 năm 2021, lúc 2:30 chiều PDT.  Họ đã giới thiệu một số trò chơi, bao gồm Resident Evil Village, Resident Evil RE:Verse, Monster Hunter Stories 2: Wings of Ruin, Monster Hunter Rise , The Great Ace Attorney Chronicles và Street Fighter V.

### Nintendo
Nintendo đã tổ chức một buổi Nintendo Direct cho E3 vào ngày 15 tháng 6 năm 2021, lúc 9 giờ sáng PDT, sau đó là một chương trình Nintendo Treehouse Live kéo dài ba giờ về các tựa game được thảo luận trong Nintendo Direct.  Các trò chơi bao gồm Super Smash Bros. Ultimate, Life Is Strange, Life Is Strange: True Colors, Marvel's Guardians of the Galaxy, Worms Rumble, Astria Ascending, Two Point Campus, Super Monkey Ball: Banana Mania, Mario Party Superstars, Metroid Dread, Just Dance 2022, Cruis'n Blast, Dragon Ball Z: Kakarot, Mario Golf: Super Rush, Monster Hunter Stories 2: Wings of Ruin, WarioWare: Get It Together!, Shin Megami Tensei V, Danganronpa Decadance, Fatal Frame: Maiden of Black Water, Mario + Rabbids Sparks of Hope, Advance Wars 1+2: Re-Boot Camp, Hyrule Warriors: Age of Calamity, The Legend of Zelda: Skyward Sword HD, và phần tiếp theo của The Legend of Zelda: Breath of the Wild . Nintendo cũng đã công bố một phiên bản giới hạn Game & Watch dành cho sê-ri Zelda nhân kỷ niệm 35 năm thành lập bao gồm trò chơi Zelda gốc, Zelda II: Cuộc phiêu lưu của liên kết và Link's Awakening . 

### Giải thưởng E3 xuất sắc nhất
Những biên tập viên từ IGN, GameSpot, PC Gamer và GamesRadar+ đã cùng nhau quyết định Giải thưởng E3 hay nhất vào ngày 15 tháng 6 năm 2021. Trong số các lựa chọn của họ, Forza Horizon 5 được vinh danh là Trò chơi được mong đợi nhất về tổng thể, với sự kiện của Microsoft và Bethesda là Phần trình bày hay nhất. 

## Danh sách trò chơi được giới thiệu
Đây là danh sách các tựa game  được giới thiệu do nhà phát triển hoặc nhà xuất bản của chúng xuất hiện tại E3 2021.
| Capcom - The Great Ace Attorney Chronicles - Monster Hunter Rise - Monster Hunter Stories 2: Wings of Ruin - Resident Evil Village Gearbox Software - Godfall - Homeworld 3 - Tiny Tina's Wonderlands - Tribes of Midgard Xbox Game Studios/Bethesda Softworks - Forza Horizon 5 - Halo Infinite - Microsoft Flight Simulator - Psychonauts 2 - Sea of Thieves - The Outer Worlds 2 - The Elder Scrolls Online - Fallout 76 - Redfall - Starfield Sega - Super Monkey Ball Banana Mania | Nintendo - Advance Wars 1+2: Re-Boot Camp - Hyrule Warriors: Age of Calamity - Untitled The Legend of Zelda: Breath of the Wild sequel - The Legend of Zelda: Skyward Sword HD - Mario Golf: Super Rush - Mario Party Superstars - Metroid Dread - Super Smash Bros. Ultimate - WarioWare: Get It Together! Square Enix - Legend of Mana - Life Is Strange Remastered Collection - Life Is Strange: True Colors - Marvel's Avengers - Marvel's Guardians of the Galaxy - Stranger of Paradise: Final Fantasy Origin Ubisoft - Assassin's Creed Valhalla - Avatar: Frontiers of Pandora - Far Cry 6 - Just Dance 2022 - Mario + Rabbids Sparks of Hope - Riders Republic - Rocksmith+ - Tom Clancy's Rainbow Six Extraction - Tom Clancy's Rainbow Six Siege |

## Các sự kiện khác

### Guerrilla Collective
Guerrilla Collective bao gồm các nhà phát triển và nhà xuất bản game độc lập, đã tổ chức sự kiện kéo dài hai ngày vào ngày 5 và ngày 12 tháng 6 năm 2021, trong đó họ giới thiệu các thông báo về trò chơi mới.   

Các trò chơi được công bố trong sự kiện kéo dài hai ngày bao gồm:  
- Aeon Drive (PC)
- AK-xolotl (PC)
- Akatori (PC)
- Among Us (PC)
- ANNO: Mutationem (PC)
- Aragami 2 (PC)
- Arcade Paradise (PC)
- Archvale (PC)
- Arietta of Spirits (PC)
- Batora: Lost Haven (PC)
- Bats the Game (PC)
- Beasts of Maravilla Island (PC)
- Behind the Frame (PC)
- Black Book (PC)
- Bloodstained: Ritual of the Night (Stadia)
- Blooming Business: Casino (PC)
- BPM: Bullets Per Minute (PC)
- Chernobylite (PC)
- Death Trash (PC)
- Demon's Mirror (PC)
- Demon Turf (PC)
- Despot's Game (PC)
- El Paso, Elsewhere (PC)
- Elderand (PC)
- Endling (PC)
- The Eternal Cylinder (PC)
- Fire Tonight (PC)
- Firegirl (PC)
- Ghostrunner (PC)
- Grime (PC)
- Grow: Song of the Evertree (PC)
- Guild of Dungeoneering: Ultimate Edition (PC)
- Happy's Humble Burger Farm (PC)
- Hello Neighbor 2 (PC)
- Hunt the Night (PC)
- Industria (PC)
- King of the Hat (PC)
- Kitsune Tails (PC)
- Kraken Academy (PC)
- KungFu Kickball (PC)
- Lamentum (PC)
- Legend of Keepers: Return of the Goddess (PC)
- The Legend of TianDing (PC)
- The Light of The Darkness (PC)
- The Lightbringer (PC)
- Loot River
- Moroi (PC)
- My Lovely Wife (PC)
- Neverwinter (PC)
- No Longer Home (PC)
- Omno (PC)
- Onsen Master (PC)
- Potion Craft: Alchemist Simulator (PC)
- Raji: An Ancient Epic (PC)
- Rawmen: Food Fighter Arena (PC)
- Robodunk (PC)
- Rubi: The Wayward Mira (PC)
- Run Die Run Again (PC)
- Sable
- Serial Cleaners (PC)
- Severed Steel (PC)
- Slime Heroes (PC)
- Source of Madness (PC)
- Super Space Club (PC)
- Tamarindos Freaking Dinner (PC)
- Tinkertown (PC)
- Trash Sailors (PC)
- Trifox (PC)
- Ultra Age (PC)
- UnMetal (PC)
- Venice 2089 (PC)
- Vertigo (PC)
- White Shadows (PC)
- Wolfstride (PC)
- Ynglet (PC)
- Zodiac Legion (PC)

### Summer Game Fest
Sự kiện Summer Game Fest lần thứ hai của Geoff Keighley bắt đầu cùng thời điểm với E3 2021 và sẽ diễn ra trong hai tháng cho đến Gamescom vào tháng 8 năm 2021. Nó bao gồm các sự kiện quảng bá khác ngoài E3. Mặc dù Keighley đã quyết định không tham gia E3 2020 trước khi nó bị hủy, anh đã tổ chức Summer Game Fest đầu tiên như một sự thay thế cho triển lãm bị hủy.  Sony và thương hiệu PlayStation đã có những thông báo trong sự kiện này, chọn không tham gia E3 như những năm trước. Thay vào đó, họ lựa chọn tổ chức sự kiện State of Play riêng vào ngày 8 tháng 7 năm 2021. Các thông báo được đưa ra trong sự kiện bao gồm:
- Arcadegeddon
- Deathloop
- Death Stranding: Director's Cut
- Demon Slayer -Kimetsu no Yaiba- The Hinokami Chronicles
- F.I.S.T.
- Hunter's Arena: Legends
- Jett: The Far Shore
- Lost Judgment
- Moss: Book II
- Sifu
- Tribes of Midgard

Trong khoảng thời gian từ 15 đến 21 tháng 6 năm 2021, ID@Xbox đã cung cấp một số phiên bản thử nghiệm của các trò chơi sắp ra mắt trên nền tảng Xbox như một phần của Summer Game Fest. 

Summer Game Fest.đã khai mạc với một loạt thông báo về các trò chơi do Keighley tổ chức vào ngày 10 tháng 6 năm 2021. Trong số các tựa game được trình bày bao gồm: 
- Among Us
- The Anacrusis
- Back 4 Blood
- Call of Duty: Warzone
- The Dark Pictures Anthology: House of Ashes
- Death Stranding Director's Cut (PS5)
- Elden Ring
- Escape from Tarkov
- Evil Dead: The Game
- Fall Guys
- Jurassic World Evolution 2
- Lost Ark
- Metal Slug Tactics
- Monster Hunter Stories 2: Wings of Ruin (NS)
- Overwatch 2
- Planet of Lana
- Salt and Sacrifice
- Solar Ash
- Tales of Arise
- Tiny Tina's Wonderlands (PC, PS4, PS5, XBO, XBXS)
- Two Point Campus
- Valorant
- Vampire: The Masquerade - Bloodhunt

Summer Game Fest đã trình diễn sự kiện Tribeca Games Spotlight lần đầu vào ngày 11 tháng 6 năm 2021. Nó tập trung vào những trò chơi được đề cử cho giải thưởng Trò chơi Điện tử của Liên hoan phim Tribeca.  Những trò chơi này bao gồm: 
- The Big Con
- Harold Halibut
- Kena: Bridge of Spirits
- Lost in Random
- NORCO
- Sable
- SIGNALIS
- 12 Minutes

Koch Media đã tổ chức một buổi trình diễn vào ngày 11 tháng 6 năm 2021, lúc 12 giờ trưa theo giờ Thái Bình Dương, như một phần của Summer Game Fest.  Trong sự kiện này, họ giới thiệu nhà xuất bản mới của mình là Prime Matter, và cung cấp thông tin về các trò chơi sau đây:
- The Chant
- Codename Final Form
- Crossfire: Legion
- Dolman
- Echoes of the End
- Encased
- Gungrave G.O.R.E.
- King's Bounty 2
- The Last Oricru
- Painkiller 2
- Payday 3
- Scars Above

### Hội chợ triển lãm IGN
IGN đã tổ chức sự kiện IGN Expo vào ngày 11 tháng 6 năm 2021, lúc 1 giờ chiều PDT.  Trong số các trò chơi nổi bật bao gồm: 
- Arboria
- AudioClash: Battle of the Bands
- Big Rumble Boxing: Creed Champions
- Black Skylands
- Bramble: The Mountain King
- Broken Pieces
- Blacktail
- Chernobylite
- Core Keeper
- Death's Gambit: Afterlife
- Disciples: Liberation
- Doki Doki Literature Club Plus!
- The Forgotten City
- Haunted Space
- Inkulinati
- Martha Is Dead
- Mortal Shell
- OlliOlli World
- Sherlock Holmes: Chapter One
- Sifu
- SkateBird
- Smite
- Splitgate
- Steelrising
- Streets of Rage 4
- Survival Machine
- Tiny Tina's Wonderlands
- Two Point Campus
- Unbound: Worlds Apart
- Unpacking
- Wild West Dynasty
- World War Z: Aftermath

### Wholesome Games
Wholesome Games đã tổ chức sự kiện Wholesome Direct vào ngày 12 tháng 6 năm 2021, lúc 10 giờ sáng PDT. Nó giới thiệu hơn 75 tựa game độc lập từ các nhà phát triển nhỏ trên khắp thế giới.  
- Alekon
- Amber Isle
- APICO
- BattleCakes
- Bear & Breakfast
- Beasts of Maravilla Island
- Behind the Frame
- Bird Problems
- Book of Travels
- Button City
- Cat Cafe Manager
- Cat Designer Mocha
- Clawfish
- Cloud Jumper
- co-open
- Dordogne
- Dreamland Confectionery
- Fire Tonight
- Floppy Knights
- Fossil Corner
- Freshly Frosted
- Frogsong
- Game Director Story
- The Garden Path
- Garden Story
- The Gecko Gods
- Here Comes Niko
- Hoa
- Hot Pot for One
- KeyWe
- Kokopa's Atlas
- Kotodama Diary
- KreatureKind
- Lake
- Lego Builder's Journey
- Letters: A Written Adventure
- A Little to the Left
- Loddlenaut
- Lonefarm
- Luna's Fishing Garden
- The Magnificent Trufflepigs
- Moonglow Bay
- Moonshell Island
- Mythic Ocean
- Ooblets
- The Outbound Ghost
- ParaLives
- Passpartout 2: The Lost Artist
- Pekoe
- Please Be Happy
- PowerWash Simulator
- Princess Farmer
- Pupperazzi
- Rainbow Billy: The Curse of the Leviathan
- Recolit
- RoboCo
- Sally
- Seasonspree
- Shashingo
- SkateBIRD
- Snacko
- Soup Pot
- Spirit Swap
- Tasomachi: Behind the Twilight
- Teacup
- Toodee and Topdee
- Tracks of Thought
- Unpacking
- Venba
- A Walk With Yiayia
- We Are OFK
- Witchery Academy
- Witchy Life Story
- Woodo
- Wytchwood
- Yokai Inn

### Devolver Digital
Devolver Digital đã tổ chức buổi trình diễn vào ngày 12 tháng 6 năm 2021, lúc 1:30 chiều PT.  Các trò chơi được giới thiệu bao gồm Shadow Warrior 3, Trek to Yomi, Phantom Abyss, Wizard With a Gun, Death's Door, Inscryption, Devolver Tumble Time và Demon Throttle .  Cũng như các bài thuyết trình gần đây, Devolver Digital tiếp tục sử dụng sự hài hước dựa trên nhân vật Nina Struthers, lần này giới thiệu các trò chơi mới của họ như một phần của kế hoạch kiếm tiền mới "Devolver MaxPass+". Trong suốt buổi trình diễn, Devolver đã bán một bản sao "NFT" duy nhất - một "cuộn băng không thể đùa được" chứ không phải là token không thể thay thế. Cuộn băng này đã được bán với giá 1.000 đô la Mỹ và số tiền thu được đã được quyên góp cho tổ chức từ thiện Scratch Foundation. 

### Buổi trình diễn UploadVR
UploadVR đã tổ chức một buổi thuyết trình tập trung vào trò chơi thực tế ảo vào ngày 12 tháng 6 năm 2021. Trong số các trò chơi được giới thiệu trong buỗi trình diễn này bao gồm: 
- Batora Lost Haven
- Chernobylite
- Conway: Disappearance at Dahlia View
- DeathRun TV
- Dying Light 2: Stay Human
- Eldest Souls
- Enlisted
- Esports Boxing Club
- Grow: Song of the Evertree
- Get Packed: Fully Loaded
- Happy Game
- Harold Halibut
- Hell Let Loose
- Immortality
- Instinction
- Jurassic World Evolution 2
- Keywe
- Lake
- Minute of Islands
- OlliOlli World
- Project Ferocious
- Red Solstice 2: Survivors
- Severed Steel
- Sonic Colors Ultimate
- Starmancer
- Tails of Iron
- Two Point Campus
- Warcry Challenges

### Limited Run Games
Limited Run Games đã tổ chức sự kiện thường niên #LRG3 vào ngày 14 tháng 6 năm 2021, lúc 1 giờ chiều PDT.  Nó đã giới thiệu hơn 25 thông báo mới về các trò chơi được xuất bản vật lý,  bao gồm cả trò chơi 3DO Plumbers Don't Wear Ties. 

### Future Games Show
GamesRadar+ tổ chức Future Games Show lần thứ hai vào ngày 14 tháng 6 năm 2021, với người dẫn chương trình Troy Baker và Laura Bailey .  Các trò chơi nổi bật trong buổi thuyết trình bao gồm: 
- Batora Lost Haven
- Chernobylite
- Conway: Disappearance at Dahlia View
- DeathRun TV
- Dying Light 2: Stay Human
- Eldest Souls
- Enlisted
- Esports Boxing Club
- Grow: Song of the Evertree
- Get Packed: Fully Loaded
- Happy Game
- Harold Halibut
- Hell Let Loose
- Immortality
- Instinction
- Jurassic World Evolution 2
- Keywe
- Lake
- Minute of Islands
- OlliOlli World
- Project Ferocious
- Red Solstice 2: Survivors
- Severed Steel
- Sonic Colors Ultimate
- Starmancer
- Tails of Iron
- Two Point Campus
- Warcry Challenges

Hooded Horse đã tổ chức buổi giới thiệu vào ngày 14 tháng 6 năm 2021. Các trò chơi nổi bật trong buổi thuyết trình bao gồm:
- Alliance of the Sacred Suns
- Falling Frontier
- Terra Invicta

### Freedom Games Showcase
Yooreka Studio đã tổ chức buổi giới thiệu vào ngày 15 tháng 6 năm 2021. Các trò chơi nổi bật trong buổi thuyết trình bao gồm: 
- Airborne Kingdom
- Anuchard
- Cat Cafe Manager
- Coromon
- Dark Deity
- Dreamscaper
- Monster Outbreak
- One Lonely Outpost
- Sands of Aura
- Slaughter League
- To The Rescue!
- Tower Rush

### Yooreka Studio
New Blood Interactive đã tổ chức buổi giới thiệu vào ngày 16 tháng 6 năm 2021. Các trò chơi nổi bật trong buổi thuyết trình bao gồm:
- Extremely Realistic Siege Warfare Simulator
- The Immortal Mayor
- Loopmancer
- Metal Mind
- Mohism
- Reshaping Mars
- The Swordsmen X: Survival
- Tales of Wild

### New Blood Interactive
New Blood Interactive đã tổ chức buổi giới thiệu vào ngày 16 tháng 6 năm 2021. Các trò chơi nổi bật trong buổi thuyết trình bao gồm:
- Amid Evil
- Dusk 82
- Faith: The Unholy Trinity
- Fallen Aces
- Gloomwood
- Ultrakill
- Unfortunate Spacemen

### Steam Next Fest
Từ ngày 16 đến ngày 22 tháng 6 năm 2021, Valve tổ chức Steam Next Fest, một sự đổi mới thương hiệu của Steam Game Festival trước đó, tổ chức lần đầu tiên vào năm 2019. Trong sự kiện này, Valve đã cung cấp hàng trăm bản demo trò chơi thông qua nền tảng Steam cùng với các buổi phát trực tiếp với nhà phát triển và doanh số bán trò chơi được chọn. 

### EA Play
Electronic Arts có sự kiện EA Play riêng vào ngày 22 tháng 7 năm 2021. Các trò chơi được giới thiệu trong sự kiện bao gồm: 
- Apex Legends
- Battlefield 2042
- Battlefield: Portal
- Dead Space (Remake)
- FIFA 22
- Grid Legends
- Knockout City
- Lost in Random
- Madden NFL 22
- The Sims 4

### Annapurna Interactive Showcase
Annapurna Interactive tổ chức sự kiện đầu tiên vào ngày 29 tháng 7 năm 2021. Các trò chơi được giới thiệu trong sự kiện bao gồm: 
- The Artful Escape
- Gorogoa
- I Am Dead
- A Memoir Blue
- Neon White
- Outer Wilds: Echoes of the Eye
- The Pathless
- Skin Deep
- Solar Ash
- Storyteller
- Stray
- Telling Lies
- What Remains of Edith Finch

### Future of Play Direct
Future of Play DirectGLITCH ra mắt buổi giới thiệu Future of Play Direct vào ngày 12 tháng 6 năm 2021. Nó có 22 tựa game từ các nhà phát triển trên khắp thế giới. Các trò chơi bao gồm: 
- Aerial_Knight's Never Yield
- Among Us
- Anodyne 2: Return to Dust
- Bomb Rush Cyberfunk
- Bravery Network Online
- Chinatown Detective Agency
- Dome-King Cabbage
- Hellbent
- HyperDot
- Killer Auto
- Love Shore
- Raddminton
- Sephonie
- She Dreams Elsewhere
- Skullgirls
- Soup Pot
- Spirit Swap
- Umurangi Generation
- Unbeatable
- Way To The Woods
- The Wild at Heart
- Zodiac XX Leo Edition